# 博扎達·揚科維奇
博扎達·揚科維奇是一名塞爾維亞將軍，於第一次巴爾幹戰爭中指揮第3集團軍，參與了庫曼諾沃戰役等多場主要戰役。 

## 生平
揚科維奇畢業於總參謀部軍事學院。畢業後，揚科維奇成為一名軍方工程師，並參與了1876年的塞爾維亞－土耳其戰爭和1885年的塞爾維亞－保加利亞戰爭。1902年，揚科維奇被任命為了塞爾維亞國防部長，並在任內成立了塞爾維亞民族自衛組織。揚科維奇原定於1912年退休，然而，在其退休後不久，第一次巴爾幹戰爭爆發，揚科維奇被臨時任命為第三集團軍指揮官，參與了庫曼諾沃戰役等多場戰役。 
隨後在第一次世界大戰爆發時，揚科維奇被任命為黑山高級司令部參謀長，直到1915年6月才正式退休。1920年7月7日，揚科維奇於黑山新海爾采格逝世，終年70歲。科索沃的埃萊茲漢曾易名為「Đeneral Janković」（揚科維奇將軍）來紀念其 。 
其兒子米洛伊科·揚科維奇後成為南斯拉夫王國的將軍。 